# Oak Ridge (Tennessee)
Oak Ridge is een plaats (city) in de Amerikaanse staat Tennessee, en valt bestuurlijk gezien onder Anderson County en Roane County. Tijdens de Tweede Wereldoorlog was Oak Ridge een van de geheime locaties waar het Manhattanproject uitgevoerd werd. Het Oak Ridge National Laboratory is in de eenentwintigste eeuw nog steeds in Oak Ridge gevestigd. 
Bijnamen van de stad zijn onder meer the Atomic City, the Secret City, the Ridge, the Town the Atomic Bomb Built en the City Behind the Fence.

## Demografie
Bij de volkstelling in 2000 werd het aantal inwoners vastgesteld op 27.387.
In 2006 is het aantal inwoners door het United States Census Bureau geschat op 27.638, een stijging van 251 (0.9%).
In 2020 is het inwoners aantal 31.402.

## Geografie
Volgens het United States Census Bureau beslaat de plaats een oppervlakte van
232,9 km², waarvan 221,6 km² land en 11,3 km² water.

## Plaatsen in de nabije omgeving
De onderstaande figuur toont nabijgelegen plaatsen in een straal van 24 km rond Oak Ridge.

## Geboren in Oak Ridge (Tenn)
- William Shepherd (1949), astronaut
- Gore Verbinski (1964), filmregisseur

## Bezienswaardigheden
- Children's Museum of Oak Ridge
- American Museum of Science and Energy
- Manhattan Project National Historical Park

## Historische kranten
- Oak Ridge Journal (1943-1948)
- Oak Ridge Times (1948-1948)
- Oak Ridge Mail (1948-1949)
- Oak Ridger (1949 - ...)
- Oak Ridge Observer (2005-2014) [6]
- Oak Ridge Today (2012-...)